# Xavier Coppolani
Xavier Coppolani (Marignana, 1866 - Tiyikya, Mauritania, 1905) fue un administrador colonial francés.
Coppolani nació en Córcega, donde pasó los diez primeros años de su vida. De allí pasó a Argelia, donde vivían varios miembros de su familia, incluido su abuelo paterno, Jean-Dominique Luciani. Estudió en la escuela normal de Constantina. Aprendió el árabe y se familiarizó con el islam y los poetas musulmanes.
Leyó el Corán y a algunos de sus comentaristas. Participó en ritos de musulmanes y los estudió. Fruto de su familiaridad con la cultura local, publicó con Octave Depont Les confréries religeuses musulmanes (Argel, 1897).
El 15 de abril de 1895 fue nombrado secretario de la comuna mixta de Oued Cherg. Fue administrador de varios municipios mixtos de Argelia hasta 1898, cuando fue enviado a organizar el protectorado francés en Hodh, tarea que realizó hasta 1902. En 1899 propuso la creación con aquel territorio de una entidad que denominó Mauritania Occidental.
El concepto de la misión en Hodh lo planteó en mayo de 1898. En opinión de Coppolani, no había que enfrentarse a los jefes religiosos, pues ello reforzaba el prestigio de éstos. En vez de esto, proponía realizar misiones más allá de Argelia. En noviembre de ese año pudo poner en marcha sus teorías, cuando el general De Trentignan, gobernador del Sudán, lo envió en una misión al Sudán y Sahel meridional, financiada por el gobierno general de Argelia, pero de naturaleza civil.
La expedición partió de San Luis del Senegal hacia Hodh y Azawad. Fue bien recibida por los habitantes locales, ya que a sus dotes diplomáticas, Coppolani añadía un profundo conocimiento de la lengua y la religión locales. Consiguió así la sumisión de diversos grupos. En este periodo propuso el control de diversas partes del territorio por su importancia estratégica respecto a Marruecos. Por una parte se interesaba por Adrar, por otra por los cruces de caravanas, como Segueit El Hamra. Para este control estratégico propuso al gobierno general del África Occidental Francesa en diciembre de 1899 la constitución de la Mauritania Occidental.
Mauritania fue proclamada territorio civil el 18 de octubre de 1904, con Coppolani como comisario general del gobierno.
Cuando acabó su trabajo en Hodh, organizó el territorio de Tagant. Tras esto pretendía continuar con Adrar, donde murió asesinado.